# Maria Celeste (cráter)
Maria Celeste es un astroblema (cráter de impacto) en el planeta Venus, nombrado en honor de Sor Maria Celeste, la hija mayor de Galileo Galilei.
Se encuentra en la posición 23°04′00″N 140°04′00″E / 23.06667, 140.06667 en la Región Cuadrángulo "Planicie Niobe", y tiene 96,6 km de diámetro.